# جایزه بزرگ آرژانتین ۱۹۵۸
جایزه بزرگ آرژانتین ۱۹۵۸ (انگلیسی: ‎1958 Argentine Grand Prix‎) یک مسابقهٔ موتوری در رشتهٔ اتومبیل‌رانی فرمول یک بود که در تاریخ ۱۹ ژانویهٔ ۱۹۵۸ در پیست اتومبیل‌رانی شهرداری شهر بوئنوس آیرس واقع در بوئنوس آیرس، آرژانتین برگزار شد. این گراند پری در میان ۱۱ گراند پری در فصل ۱۹۵۸، مسابقهٔ شمارهٔ ۱ بود.
در این مسابقه که در ۸۰ دور و به مسافت ۳۱۲٫۹۶ کیلومتر (۱۹۴٫۴۶۴ مایل) برگزار شد، پول پوزیشن توسط خوان مانوئل فانخیو کسب شد و سریع‌ترین زمان برای طی یک دور پیست که برابر با ۱:۴۱٫۸ بود نیز توسط خوان مانوئل فانخیو به ثبت رسید.
استیرلینگ ماس از تیم کوپر-کلیمکس، لوییجی موسو از تیم فراری و مایک هاثورن از تیم فراری به‌ترتیب مقام‌های اول تا سوم مسابقه را کسب کردند.

## رده‌بندی قهرمانی پس از مسابقه
| جایگاه | راننده             | امتیاز |
| ------ | ------------------ | ------ |
| ۱      | استیرلینگ ماس      | ۸      |
| ۲      | لوییجی موسو        | ۶      |
| ۳      | مایک هاثورن        | ۴      |
| ۴      | خوان مانوئل فانخیو | ۴      |
| ۵      | ژان بهرا           | ۲      |
| منبع:  |                    |        |

| جایگاه | سازنده      | امتیاز |
| ------ | ----------- | ------ |
| ۱      | کوپر-کلیمکس | ۸      |
| ۲      | فراری       | ۶      |
| ۳      | مازراتی     | ۳      |
| منبع:  |             |        |

یادداشت
- تنها پنج جایگاه نخست از هر رده‌بندی نمایش داده شده‌است.